# Uqba ibn Nafi'
ʿUqba ibn Nāfiʿ ibn ʿAbd al-Qays al-Qurashī al-Fihrī (in arabo عقبة بن نافع‎?; 622 – 683) è stato un condottiero e generale arabo del periodo della conquista araba di tutta l’Africa del nord, e responsabile nel 670 della fondazione della città-accampamento militare (misr) di al-Qayrawan e della grande moschea che viene ancora identificata col suo nome.

## Biografia
Nacque nell'anno dell'Egira del profeta Maometto, di cui fu Compagno. Sua madre era la nipote di ʿAmr b. al-‘As, conquistatore della Palestina e dell'Egitto e dal prozio ricevette nel 663 il comando delle terre dell'Egitto occidentale.
ʿUqba svolse un ruolo molto importante in Nordafrica. Già nel 642 penetrò nel Fezzan (attuale Libia), conquistando la città di Zawila e la città di Barqa.
Non ci sono fonti o tradizioni particolarmente affidabili che descrivano quanto tempo ‘Uqba sia rimasto a Zawila ma nel 646 sappiamo che egli prese parte a una campagna bellica assieme a Ibn Abī Sarḥ contro i bizantini.
I racconti delle spedizioni di ʿUqba nel Fezzan sono ricchi di elementi mitici. Ad esempio alcune fonti paragonano la figura del generale musulmano a quella di Alessandro Magno. 
In seguito a un accordo con Ibn ʿAbd al-Ḥakam, ʿUqba decise di proseguire verso la Tripolitania fin quando, nel 670 organizzò una prima spedizione in quella che sarà chiamata Ifriqiya. Qui conquistò Ghadames e Gafsa, al comando di oltre 10.000 cavalieri si aggiungono altri 60.000 soldati dell'Egitto.
Egli aveva pian piano arruolato anche tra le popolazioni berbere dell'Africa del Nord.
Durante l'avanzata, ʿUqba volle costituire alcuni accampamenti militari, destinati a diventare più tardi vere e proprie città. Da qui partì anche l'opera di islamizzazione delle popolazioni indigene, che avevano il controllo del territorio che egli intendeva stabilmente acquisire al Califfato.
ʿUqba però non assaporò i frutti di questo processo: infatti fu dimesso dal califfo omayyade Muʿawiya I nel 673, che temeva che il successo e il consenso crescente del generale arabo.
In seguito il governatore (wali) d'Egitto al-Unsūrī gli affidò il compito di effettuare alcune spedizioni dirette in quella che oggi viene chiamata Algeria.
Alla morte di Muʿawiya nel 680, il nuovo califfo Yazīd I nominò nuovo governatore ʿUqba.
Nella descrizione lasciataci dallo storico maghrebino Ibn Khaldun, viene descritta la tradizione (abbastanza leggendaria) secondo cui un soldato, durante una faticosa traversata nel deserto, “inciampò” e “precipitò” in una coppa d'oro immersa nella sabbia del deserto. Quando fu tirato fuori, fu riconosciuto come un uomo che era scomparso alcuni anni prima da Mecca.
Oltre ad essere menzionato dai posteri per le sue gesta eroiche, per essere stato un uomo di eccellente intelligenza, audacia e coraggio, fu ricordato anche per la sua ferocia verso “i nemici dell'Islam”, a causa delle sue indagini fiscali su tutti i territori conquistati, per il suo reclutamento di schiavi per le sue truppe, avendo sempre la convinzione della superiorità araba per fronteggiare le forze della resistenza berbera.
Molti racconti riguardano la lotta con Kusayla, leader dei Berberi, catturato e pubblicamente umiliato. In seguito, questi riuscì a fuggire e a mantenere i contatti con i suoi seguaci. Postosi al comando della resistenza, radunò in breve tempo un forte esercito di Berberi e Bizantini e, approfittando di una leggerezza di ʿUqba che aveva mandato in avanti il grosso delle truppe, rimanendo con una scorta inadeguata, lo assalì e lo uccise nella località di Tahuda, a sud dell'attuale Biskra (683).
Conquistata Qayrawan (che nel frattempo era divenuta una grande città), Kusayla vi stabilì la propria capitale, garantendo l'immunità agli Arabi rimasti in città (egli stesso rimase comunque musulmano), e per cinque anni governò un vasto paese con la massima moderazione, come riconobbero anche tutti gli storici musulmani successivi.